# Eva Bayer-Fluckiger
Eva Bayer-Fluckiger (Budapeste, 25 de junho de 1951) é uma matemática suíça.
Bayer-Fluckiger estudou na Universidade de Genebra, onde obteve um doutorado em 1978, orientada por Michel Kervaire. Foi professora visitante do Instituto de Estudos Avançados de Princeton em 1983-84.